# Otto Jägersberg
Otto Jägersberg (* 19. Mai 1942 in Hiltrup) ist ein deutscher Schriftsteller und Filmemacher, der in Baden-Baden lebt.

## Leben
Otto Jägersberg arbeitete als Buchhändler und war Redakteur beim Westdeutschen Rundfunk. Sein 1964 erschienener Debütroman Weihrauch und Pumpernickel. Ein westpfählisches Sittenbild brachte ihm Anerkennung von diversen Schriftstellergrößen seiner Zeit, darunter Alfred Andersch, Erich Kästner oder Martin Walser. Sein Verleger Daniel Keel bezeichnete ihn als "leicht schwankendes Naturtalent mit Schnurrbart". Seit den 1970er Jahren trat er Jägersberg zunehmend auch als Regisseur in Erscheinung und verfasste einige Drehbücher, unter anderem gemeinsam mit Roland Topor. 1982 wurde ihm ein Stipendium in der Deutschen Akademie Villa Massimo zuerkannt. Zwei Jahre später wurde er mit dem Literaturpreis der Stadt Stuttgart ausgezeichnet. Im Jahr 1986 war Jägersberg Mitbegründer der Georg-Groddeck-Gesellschaft in Baden-Baden, deren Vorstand er heute noch ist. Er ist Mitglied im PEN-Zentrum Deutschland und seit 2011 Mitglied der Bürgerinitiative Pro Kulturhauptstadt Freiburg. Jägersberg hat zwei Söhne, einer davon ist Teo Jägersberg. In regelmäßiger Folge erscheinen seit einigen Jahren beim Diogenes-Verlag Kurz- und Kürzestgeschichten, zuletzt 2024 der Band Abendblätter. Auf dem Literaturkritik-Blog aufklappen.com wurden seine jüngsten Texte als "Tagesrationen" bezeichnet, "[...] die erstaunlich gut in unsere, von kurzen Aufmerksamkeitsspannen geplagte Gegenwart passen".

## Schriften
- Weihrauch und Pumpernickel. Ein westpfählisches Sittenbild. Diogenes, Zürich 1964, Neuauflage 1984, ISBN 3-257-20194-X. (Geschichtensammlung).
- Söffchen oder Nette Leute. Diogenes, Zürich 1967, Neuauflage 1987, ISBN 3-257-21725-0.[7]
- Die Dinge sind an sich so wie sie sind. In: Renate Matthaei (Hrsg.): Trivialmythen. März, Frankfurt 1970, S. 105–114; Reprint: Area, Erftstadt 2004, ISBN 3-899-96029-7, S. 425–435.
- Der Waldläufer Jürgen. Eremiten-Presse, Stierstadt im Taunus 1969.
- Glücksucher in Venedig. Flabby Jacks fantastische Abenteuer. Melzer, Darmstadt 1973, ISBN 3-436-02013-3. (Comic mit Bildern von Leo Leonhard).
- He he, ihr Mädchen und Frauen. Diogenes, Zürich 1975, ISBN 3-257-01527-5. (Eine Konsum-Komödie).
- Der letzte Biss. Diogenes, Zürich 1977, ISBN 3-257-01552-6. (Satire auf das Fernsehen).
- Der Herr der Regeln. Diogenes, Zürich 1983, ISBN 3-257-01635-2.[8]
- Vom Handel mit Ideen. Diogenes, Zürich 1984, ISBN 3-257-01659-X. (Geschichten, Satire).
- Wein, Liebe, Vaterland. Diogenes, Zürich 1985, ISBN 3-257-01679-4. (Prosagedichte).[9]
- mit Dieter Krieg: Deutsche Tiefe. Gedichte und Bilder. Hrsg. Matthias Kußmann. Stieber, Karlsruhe 2002, ISBN 3-9802029-7-6.
- Armlang gearbeitet und handbreit gehandelt. Zur Stierstädter Bleizeit, mit Grafiken von Ali Schindehütte, Corvinus Presse, Berlin 2011, ISBN 978-3-942280-10-5.
- Bilderbuch. Katalog zur Ausstellung O.J.Spuren. in der Gesellschaft der Freunde junger Kunst Baden-Baden, Stroemfeld Verlag, Frankfurt 2011, ISBN 978-3-86600-152-7.
- Keine zehn Pferde. Diogenes, Zürich 2015, ISBN 978-3-257-06922-8. (Prosagedichte).
- Die Frau des Croupiers, Prosa. Diogenes, Zürich 2016, ISBN 978-3-257-06972-3.
- Liebe auf den ersten Blick. Diogenes, Zürich 2019, ISBN 978-3-257-07073-6.
- Pianobar, Diogenes, Zürich 2021, ISBN 978-3-257-07167-2.
- À la carte, Diogenes, Zürich 2022, ISBN 978-3-257-07221-1.
- Abendblätter, Diogenes, Zürich 2024, ISBN 978-3-257-07275-4.

## Filmografie (Auswahl)
- 1970: Drücker
- 1972: Land
- 1973: Verurteilt (auch Regie)
- 1973: Immobilien (auch Regie)
- 1976: Seniorenschweiz (auch Regie)
- 1979: Die Hamburger Krankheit
- 1982: Die Pawlaks – Eine Geschichte aus dem Ruhrgebiet (TV-Serie, 12 Folgen)
- 1999: Am Nürburgring (Regie)
- 2009: Unter Bauern – Retter in der Nacht